# Museo de Historia Natural de Pinar del Río
El Museo de Historia Natural de Pinar del Río es la institución centro de actividades científicas relacionadas con el medio ambiente en la ciudad de Pinar del Río en la provincia del mismo nombre ubicada en Cuba. 
Es de una gran extensión. Además se exposiciones interiores posee un área exterior. Llena de diversas plantas y reconstrucciones a tamaño natural de dinosaurios. Constituyen el Stegosaurus y el Tyrannosaurus una gran atracción además para niños y jóvenes motivados con la ciencia. 
Pinar del Río es una provincia activa en el medio ambiente por sus numerosos recursos naturales en Guanahacabibes, Viñales y sus cuevas. Es propicio para el inmenso desarrollo proporcionalmente existente en la espeleología y paleontología de Cuba.